# Hagelkreuzstraße 14 (Mönchengladbach)

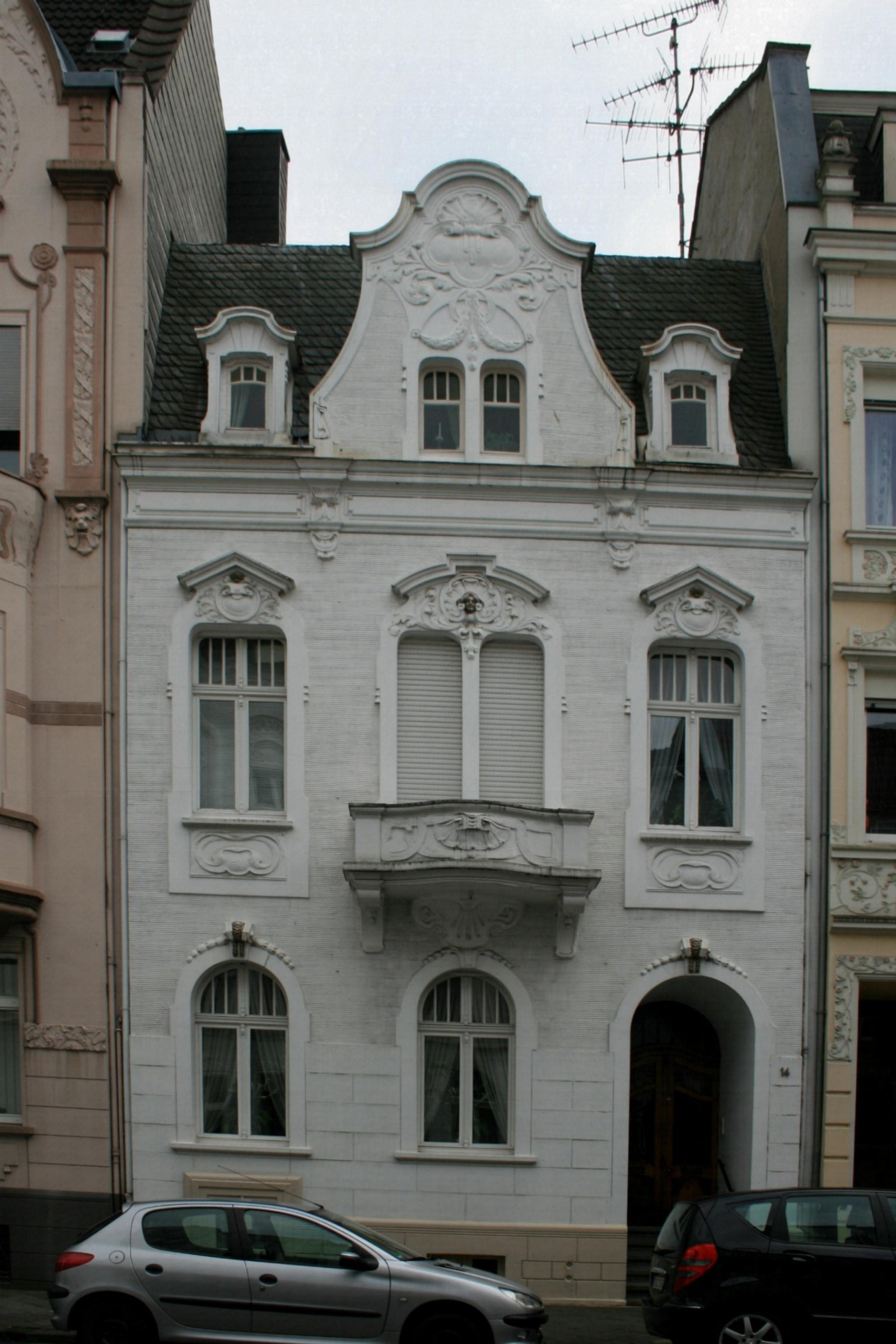
Wohnhaus (2010)

Das Wohnhaus Hagelkreuzstraße 14 steht in Mönchengladbach (Nordrhein-Westfalen).
Das Gebäude wurde um die Jahrhundertwende erbaut. Es wurde unter Nr. H 055  am 17. Mai  1989 in die Denkmalliste der Stadt Mönchengladbach eingetragen.

## Lage
Das Objekt liegt im Gebiet der nördlichen Stadterweiterung zwischen Wasserturm und Bunten Garten in einer weitgehend intakten, nur stellenweise durch Neubauten oder Fassadenmodernisierung gestörten Häuserzeile.

## Architektur
Das Gebäude ist ein traufständiges, zweigeschossiges, dreiachsiges Haus mit Lukarne.
Das Haus Hagelkreuzstraße 14 ist mit seiner gut erhaltenen Fassade nicht nur Teil eines am Anfang des 20. Jahrhunderts entstandenen intakten Jugendstilarchitektur-Ensembles, sondern ist angesichts der geringen Zahl wenn auch nicht immer absolut „stilreinen“ Jugendstil-Bauten in Mönchengladbach an sich erhaltenswert.